# باب إسكندر

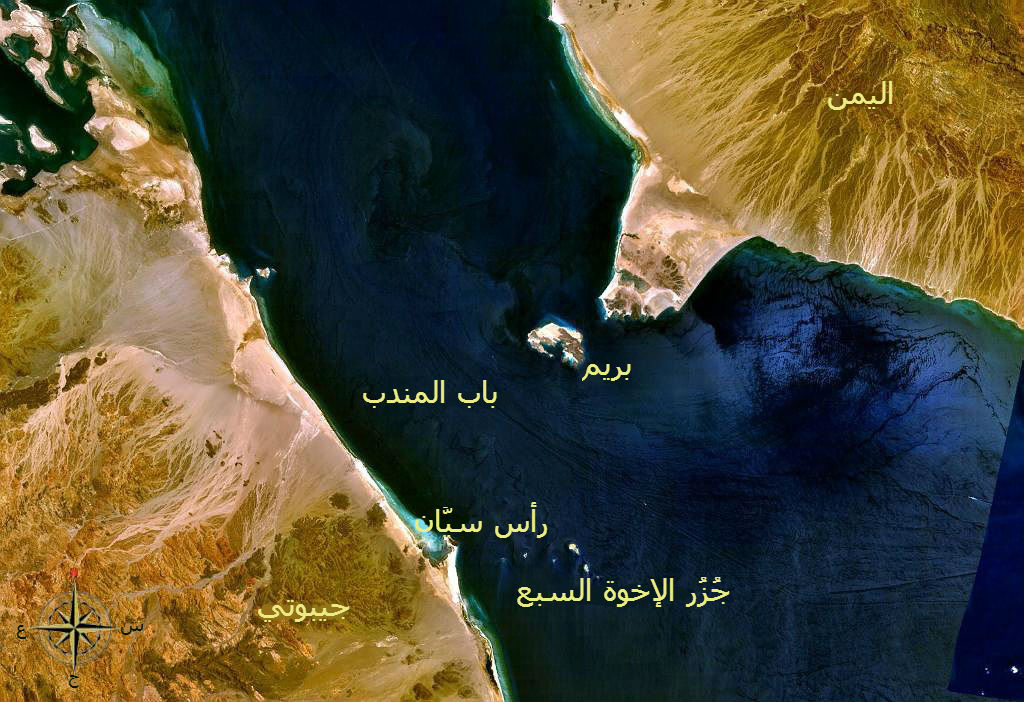
باب إسكندر شرق جزيرة بريم (ميون)

باب إسكندر أو مضيق إسكندر، هو قطاع عرضه 2 ميل (3.2 كـم) وعمقه 29 متر في مضائق باب المندب، والذي يفصل رأس منهلي (اليمن) ورأس سيان (جيبوتي). حيث تقسم جزيرة بريم اليمنية المضيق إلى قناتين، باب إسكندر ودكة الميون.
يبلغ عرض الجزء الغربي من المضيق، المسمى دكت الميون حوالي 16 ميلاً (26 كم) وعمقه 170 قامة (310 م). ويبلغ عرض المضيق حوالي 20 ميلاً (32 كم) في المجمل.